# Chen Li-ju
Chen Li-ju (chinesisch 陳麗如; * 24. April 1981 in Taoyuan) ist eine taiwanische Bogenschützin.

## Karriere
Chen Li-ju nahm an den Olympischen Sommerspielen 2004 in Athen teil. Während sie im Einzel den 50. Platz belegte, konnte sie im Mannschaftswettkampf mit Wu Hui-ju und Yuan Shu-chi die Bronzemedaille gewinnen. Auch bei den Asienspielen 2014 und 2018 war sie mit der Mannschaft mit dem Compoundbogen erfolgreich. So gewann sie 2014 die Silber- und 2018 die Bronzemedaille. Mit dem Compoundbogen wurde sie 2013 Asienmeisterin mit der Mannschaft und 2019 gelang ihr mit der Mannschaft der Sieg bei den Weltmeisterschaften.